# Matt Thomas
Matthew „Matt” Thomas (ur. 4 sierpnia 1994 w Decatur) – amerykański koszykarz, występujący na pozycjach rzucającego obrońcy, od 2023 zawodnik Alba Berlin.
W 2017 reprezentował Los Angeles Lakers podczas rozgrywek letniej ligi NBA.
25 marca 2021 trafił w wyniku wymiany do Utah Jazz. 1 sierpnia opuścił klub. 8 września 2021 został zawodnikiem Chicago Bulls. 7 sierpnia 2023 dołączył do niemieckiej Alby Berlin.

## Osiągnięcia
Stan na 7 października 2023, na podstawie, o ile niezaznaczono inaczej.
NCAA
- Uczestnik rozgrywek:
  - Sweet 16 turnieju NCAA (2014, 2016)
  - II rundy turnieju NCAA (2014, 2016, 2017)
  - turnieju NCAA (2014–2017)
- Mistrz turnieju konferencji Big 12 (2014, 2015, 2017)
- Zaliczony do:
  - I składu:
    - turnieju Big 12 (2017)
    - Academic All-Big 12 (2016, 2017)

  - II składu Academic All-Big 12 (2015)
  - składu:
    - honorable mention All-Big 12 (2016, 2017)
    - Big 12 Commissioner's Honor Roll (S14, F14, S15, F16, S17)
- Lider Big 12 w skuteczności rzutów za 3 punkty (44,5% – 2017)

Drużynowe
- Mistrz Eurocup (2019)
- Wicemistrz Grecji (2023)
- 3. miejsce podczas mistrzostw Hiszpanii (2019)

Indywidualne
- MVP kolejki Ligi Endesa (24 – 2018/2019)
- Zwycięzca konkursu rzutów za 3 punkty ligi Endesa (2019)